# Sainte-Foy-de-Belvès
Sainte-Foy-de-Belvès é uma comuna francesa na região administrativa da Nova Aquitânia, no departamento Dordonha. Estende-se por uma área de 7,55 km². Em 2010 a comuna tinha 141 habitantes (densidade: 18,7 hab./km²).